# Christian af Stenhoff
Christian af Stenhoff, före adlandet Stenhoff, född 10 augusti 1745 i Kristianstad, död 9 oktober 1832 i Stockholm, var en svensk lagman.
Stenhoff, som adlades 1772, blev lagman i Gotlands lagsaga 1781 och i Upplands och Stockholms läns lagsaga 1788 som han upprätthöll till sin död 1832,.